# 도둑 (1981년 영화)
《도둑》(영어: Thief)은 미국에서 제작된 마이클 맨 감독의 1981년 네오누아르 하이스트 영화이다. 제임스 칸 등이 출연하였고, 제리 브룩하이머 등이 제작에 참여하였다.

## 출연
- 제임스 칸
- 튜즈데이 웰드
- 윌리 넬슨
- 제임스 벌루시
- 로버트 프로스키
- 톰 시그노렐리
- 데니스 퍼리나
- 닉 니키어스
- 마이클 폴 챈
- 윌리엄 피터슨
- 델 클로스
- 브루스 A. 영
- 존 캐펄로스

## 기타 제작진
- 미술: 멜 본
- 의상: 조디 린 틸런

## 같이 보기
- 하이스트 영화